# Rangers Football Club 2004-2005
Questa voce raccoglie le informazioni riguardanti il Rangers Football Club nelle competizioni ufficiali della stagione 2004-2005.

## Stagione
- In Scottish Premier League i Rangers si classificano al primo posto (93 punti) e vincono per la 51ª volta il campionato.
- In Scottish Cup sono eliminati al terzo turno dal Glasgow (1-2).
- In Scottish League Cup battono in finale il Motherwell e vincono per la 24ª volta la coppa.
- In Champions League sono eliminati nel terzo turno di qualificazione dal CSKA Mosca (2-3 complessivo), accedendo in Coppa UEFA.
- In Coppa UEFA, dopo aver eliminato nei turno di qualificazione il Marítimo, vengono sorteggiati nel gruppo E con AZ Alkmaar, Auxerre, Grazer AK e Amica Wronki. Si classificano al quarto posto con 6 punti.

## Maglie e sponsor
| Casa | Trasferta | Terza divisa |

## Rosa
| N. |                                | Ruolo | Calciatore          |
| -- | ------------------------------ | ----- | ------------------- |
| 1  | Germania (bandiera)            | P     | Stefan Klos         |
| 2  | Paesi Bassi (bandiera)         | D     | Fernando Ricksen    |
| 3  | Australia (bandiera)           | D     | Craig Moore         |
| 4  | Belgio (bandiera)              | C     | Thomas Buffel       |
| 5  | Trinidad e Tobago (bandiera)   | D     | Marvin Andrews      |
| 6  | Scozia (bandiera)              | C     | Barry Ferguson      |
| 7  | Georgia (bandiera)             | A     | Shota Arveladze     |
| 8  | Scozia (bandiera)              | C     | Alex Rae            |
| 9  | Croazia (bandiera)             | A     | Dado Pršo           |
| 10 | Spagna (bandiera)              | A     | Nacho Novo          |
| 12 | Scozia (bandiera)              | D     | Robert Malcolm      |
| 14 | Serbia e Montenegro (bandiera) | C     | Dragan Mladenović   |
| 15 | Georgia (bandiera)             | C     | Zurab Khizanishvili |
| 16 | Grecia (bandiera)              | D     | Sotirios Kyrgiakos  |
| 17 | Scozia (bandiera)              | C     | Christopher Burke   |

| N. |                        | Ruolo | Calciatore        |
| -- | ---------------------- | ----- | ----------------- |
| 18 | Inghilterra (bandiera) | D     | Michael Ball      |
| 19 | Scozia (bandiera)      | A     | Steven Thompson   |
| 20 | Scozia (bandiera)      | D     | Alan Hutton       |
| 21 | Scozia (bandiera)      | D     | Maurice Ross      |
| 22 | Scozia (bandiera)      | P     | Allan McGregor    |
| 23 | Svezia (bandiera)      | C     | Bojan Djordjic    |
| 24 | Francia (bandiera)     | D     | Grégory Vignal    |
| 25 | Paesi Bassi (bandiera) | P     | Ronald Waterreus  |
| 26 | Danimarca (bandiera)   | C     | Peter Løvenkrands |
| 27 | Scozia (bandiera)      | C     | Stephen Hughes    |
| 31 | Tunisia (bandiera)     | C     | Hamed Namouchi    |
| 37 | Scozia (bandiera)      | D     | Steven Smith      |
| 40 | Scozia (bandiera)      | C     | Charlie Adam      |
| 42 | Scozia (bandiera)      | A     | Robert Davidson   |
| 45 | Scozia (bandiera)      | A     | Ross McCormack    |